# Jakling
Jakling ist ein Dorf und eine Katastralgemeinde in der Stadtgemeinde Sankt Andrä im Bezirk Wolfsberg in Kärnten mit 676 Einwohnern.

## Lage
Es liegt 1,5 Kilometer östlich von Sankt Andrä.

## Kultur und Sehenswürdigkeiten
- Filialkirche Jakling hll. Johannes und Paulus

## Verkehr
- Bahn: Bahnhof St. Andrä-Jakling, welcher 1903 erbaut wurde, liegt an der Lavanttalbahn, die im Norden nach Wolfsberg und im Süden nach Sankt Paul im Lavanttal führt.

## Bildung
- Volksschule Jakling (seit 1963)

## Sicherheit
- Freiwillige Feuerwehr Jakling

## Vereine
- Männergesangsverein Jaklinger Sänger
- Eishockey Club Jakling